# Zielpunkt (Straßenentwurf)

Sichtweitenmodell bei der Untersuchung der Haltesichtweite im Bereich einer Kuppe

Als Zielpunkt bezeichnet man beim Straßenentwurf einen Raumpunkt, auf den der Sichtstrahl des Kraftfahrers (ausgehend vom Augpunkt) gerichtet ist. Es handelt sich dabei um einen wichtigen Parameter bei der Planung und Überprüfung der Sichtweite von Straßen. In der Schweiz wird dieser Parameter auch Endpunkt genannt.
In den Straßenbaurichtlinien wird definiert, in welchem Abstand zum Augpunkt und in welcher Höhe der Zielpunkt über der Fahrbahn angeordnet werden muss. So gilt beispielsweise in Deutschland eine Zielpunkthöhe von entweder 0,50 Meter (Autobahn) oder 1,00 Meter (außerhalb von Autobahnen) über der Fahrbahn.

## Normen und Standards
Deutschland
- Richtlinien für die Anlage von Landstraße (RAL)
- Richtlinien für die Anlage von Autobahnen (RAA)
- Hinweise zur Visualisierung von Entwürfen für außerörtlichen Straßen (H ViSt)

Österreich
- 03.05.11 Planungsgrundsätze
- 03.05.12 Plangleiche Knoten – Kreuzungen, T-Kreuzungen

Schweiz
- SN 640 090b Projektierung, Grundlagen; Sichtweiten
- SN 640 110 Linienführung; Elemente der vertikalen Linienführung
- SN 640 273a Knoten; Sichtverhältnisse